# مطار شينيانغا
مطار شينيانجا (إياتا: SHY، إيكاو: HTSY) هو مطار يخدم مدينة شينيانغا ‏ الصغيرة، عاصمة منطقة شينيانغا في تنزانيا. يبعد بـ 10 كيلومتر (6.2 ميل) شمال شرق البلدية، قبالة الطريق بي 6. يُعرف المطار أيضًا باسم مطار إباداكولي.
تقع منارة موادي غير الاتجاهية (التعريف: WM) على بعد 9.2 ميل بحري (17.0 كـم) شمال شرق المطار.

## روابط خارجية
- مطاراتنا - شينيانجا
- SkyVector - مطار شينيانغا / إيباداكولي
- OpenStreetMaps - Shinyanga
- تاريخ الحوادث لـ (Shinyanga Airport) على شبكة سلامة الطيران.